# Tour de Pologne 2010
67. edycja kolarskiego wyścigu Tour de Pologne odbyła się w dniach 1 – 7 sierpnia 2010. Łączna długość trasy wyniosła 1 241,7 km.
Po raz pierwszy w historii wyścigu jego trasa częściowo wiodła poza terytorium Polski. 4 sierpnia, podczas etapu z Tychów do Cieszyna (chcąc uczcić 1200-lecie tego miasta) kolarze wjechali Mostem Wolności na Olzie do Czeskiego Cieszyna. Trzy rundy – liczące po 6,8 km – przeprowadzono ulicami i obydwoma mostami polskiego oraz czeskiego Cieszyna. Przed wjazdem na pierwszą rundę, w Czeskim Cieszynie, na 22 km przed metą rozegrano lotny finisz. Dzień wcześniej, etap z Sosnowca do Katowic był poświęcony pamięci Franco Balleriniego, włoskiego kolarza, który zginął tragicznie 7 lutego 2010.
Sensacyjnym zwycięzcą wyścigu został Daniel Martin, reprezentujący Garmin-Slipstream, wyprzedzając Gregę Bole, Bauke Mollemę, Michaela Albasiniego i ubiegłorocznego zwycięzcą – Alessandro Ballana. Najlepszy z Polaków – Sylwester Szmyd z Liquigas-Doimo zajął 6. miejsce.
Lista drużyn uczestniczących w wyścigu:
| Numery  | Kod | Drużyna            |
| ------- | --- | ------------------ |
| 1-8     | BMC | BMC Racing Team    |
| 11-18   | LAM | Lampre             |
| 21-28   | LIQ | Liquigas-Doimo     |
| 31-38   | KAT | Team Katusha       |
| 41-48   | THR | Team HTC-Columbia  |
| 51-58   | RAB | Rabobank           |
| 61-68   | QST | Quick Step         |
| 71-78   | GRM | Garmin-Transitions |
| 81-88   | OLO | Omega Pharma-Lotto |
| 91-98   | SAX | Team Saxo Bank     |
| 101-108 | A2R | AG2R-La Mondiale   |
| 111-118 | MRM | Team Milram        |

| Numery  | Kod | Drużyna            |
| ------- | --- | ------------------ |
| 121-128 | SKY | Team Sky           |
| 131-138 | EUS | Euskaltel-Euskadi  |
| 141-148 | FOT | Footon-Servetto    |
| 151-158 | FDJ | Française des Jeux |
| 161-168 | RSH | Team RadioShack    |
| 171-178 | AST | Team Astana        |
| 181-188 | GCE | Caisse d’Épargne   |
| 191-199 | VAC | Vacansoleil        |
| 201-208 | CTT | Cervélo TestTeam   |
| 211-218 | SKS | Skil-Shimano       |
| 221-228 | POL | Team Poland BGŻ    |

## Etapy
| Etap     | Data       | Start            | Meta                | Km    | Typ | Typ         | Zwycięzca          | Lider            |
| -------- | ---------- | ---------------- | ------------------- | ----- | --- | ----------- | ------------------ | ---------------- |
| I etap   | 1 sierpnia | Sochaczew        | Warszawa            | 175,1 |     | płaski      | Jacopo Guarnieri   | Jacopo Guarnieri |
| II etap  | 2 sierpnia | Rawa Mazowiecka  | Dąbrowa Górnicza    | 239,8 |     | płaski      | André Greipel      | Allan Davis      |
| III etap | 3 sierpnia | Sosnowiec        | Katowice            | 122,1 |     | płaski      | Jauheni Hutarowicz | Allan Davis      |
| IV etap  | 4 sierpnia | Tychy            | Cieszyn             | 177,9 |     | pagórkowaty | Mirco Lorenzetto   | Mirco Lorenzetto |
| V etap   | 5 sierpnia | Jastrzębie-Zdrój | Ustroń              | 149,0 |     | górski      | Daniel Martin      | Daniel Martin    |
| VI etap  | 6 sierpnia | Oświęcim         | Bukowina Tatrzańska | 228,5 |     | górski      | Bauke Mollema      | Daniel Martin    |
| VII etap | 7 sierpnia | Nowy Targ        | Kraków              | 169,3 |     | pagórkowaty | André Greipel      | Daniel Martin    |

### Etap 1.:Sochaczew>Warszawa, 175,1 km
| Lp. | Zawodnik         | Zespół | Czas       |
| --- | ---------------- | ------ | ---------- |
| 1   | Jacopo Guarnieri | LIQ    | 4h 05' 32" |
| 2   | Aitor Galdos     | EUS    | + 0"       |
| 3   | Allan Davis      | AST    | + 0"       |

| Lp. | Zawodnik         | Zespół | Czas       |
| --- | ---------------- | ------ | ---------- |
| 1   | Jacopo Guarnieri | LIQ    | 4h 05' 32" |
| 2   | Aitor Galdos     | EUS    | + 4"       |
| 3   | Błażej Janiaczyk | POL    | + 4"       |

### Etap 2.:Rawa Mazowiecka>Dąbrowa Górnicza, 239,8 km
| Lp. | Zawodnik        | Zespół | Czas       |
| --- | --------------- | ------ | ---------- |
| 1   | André Greipel   | THR    | 6h 02' 52" |
| 2   | Allan Davis     | AST    | +0"        |
| 3   | Wouter Weylandt | QST    | +0"        |

| Lp. | Zawodnik         | Zespół | Czas        |
| --- | ---------------- | ------ | ----------- |
| 1   | Allan Davis      | AST    | 10h 08' 14" |
| 2   | Jacopo Guarnieri | LIQ    | +0"         |
| 3   | André Greipel    | THR    | +0"         |

### Etap 3.:Sosnowiec>Katowice, 122,1 km
| Lp. | Zawodnik           | Zespół | Czas        |
| --- | ------------------ | ------ | ----------- |
| 1   | Jauheni Hutarowicz | FDJ    | 02h 45' 04" |
| 2   | Lucas Haedo        | SAX    | +0"         |
| 3   | Allan Davis        | AST    | +0"         |

| Lp. | Zawodnik         | Zespół | Czas        |
| --- | ---------------- | ------ | ----------- |
| 1   | Allan Davis      | AST    | 12h 53' 14" |
| 2   | Jacopo Guarnieri | LIQ    | + 3"        |
| 3   | André Greipel    | THR    | + 4"        |

### Etap 4.:Tychy>Cieszyn, 177,9 km
| Lp. | Zawodnik          | Zespół | Czas        |
| --- | ----------------- | ------ | ----------- |
| 1   | Mirco Lorenzetto  | LAM    | 04h 07' 36" |
| 2   | Grega Bole        | LAM    | +0"         |
| 3   | Alessandro Ballan | BMC    | +0"         |

| Lp. | Zawodnik          | Zespół | Czas        |
| --- | ----------------- | ------ | ----------- |
| 1   | Mirco Lorenzetto  | LAM    | 17h 00' 51" |
| 2   | Grega Bole        | LAM    | + 7"        |
| 3   | Alessandro Ballan | BMC    | + 8"        |

### Etap 5.:Jastrzębie-Zdrój>Ustroń, 149,0 km
| Lp. | Zawodnik        | Zespół | Czas       |
| --- | --------------- | ------ | ---------- |
| 1   | Daniel Martin   | GRM    | 3h 51' 31" |
| 2   | Grega Bole      | LAM    | +20        |
| 3   | Sylwester Szmyd | LIQ    | +20        |

| Lp. | Zawodnik          | Zespół | Czas        |
| --- | ----------------- | ------ | ----------- |
| 1   | Daniel Martin     | GRM    | 20h 52' 11" |
| 2   | Grega Bole        | LAM    | + 14"       |
| 3   | Alessandro Ballan | BMC    | + 21"       |

### Etap 6.:Oświęcim>Bukowina Tatrzańska, 228,5 km
| Lp. | Zawodnik         | Zespół | Czas       |
| --- | ---------------- | ------ | ---------- |
| 1   | Bauke Mollema    | RAB    | 5h 54' 30" |
| 2   | Michael Albasini | THR    | +7"        |
| 3   | Grega Bole       | LAM    | +7"        |

| Lp. | Zawodnik      | Zespół | Czas        |
| --- | ------------- | ------ | ----------- |
| 1   | Daniel Martin | GRM    | 26h 46' 50" |
| 2   | Grega Bole    | LAM    | +8"         |
| 3   | Bauke Mollema | RAB    | +10"        |

### Etap 7.:Nowy Targ>Kraków, 169,3 km
| Lp. | Zawodnik           | Zespół      | Czas       |
| --- | ------------------ | ----------- | ---------- |
| 1   | André Greipel      | THR         | 3h 51' 58" |
| 2   | Jauheni Hutarowicz | FDJ         | + 0"       |
| 3   | Robert Förster     | Team Milram | + 0"       |

| Lp. | Zawodnik      | Zespół | Czas        |
| --- | ------------- | ------ | ----------- |
| 1   | Daniel Martin | GRM    | 30h 38' 48" |
| 2   | Grega Bole    | LAM    | + 8"        |
| 3   | Bauke Mollema | RAB    | + 10"       |

## Posiadacze koszulek po poszczególnych etapach
| Etap                 | Zwycięzca            | Klasyfikacja generalna | Klasyfikacja górska | Klasyfikacja punktowa | Klasyfikacja aktywnych | Klasyfikacja drużynowa | Najwyżej sklasyfikowany Polak |
| -------------------- | -------------------- | ---------------------- | ------------------- | --------------------- | ---------------------- | ---------------------- | ----------------------------- |
| 1                    | Jacopo Guarnieri     | Jacopo Guarnieri       | Łukasz Bodnar       | Jacopo Guarnieri      | Błażej Janiaczyk       | Team Sky               | Błażej Janiaczyk              |
| 2                    | André Greipel        | Allan Davis            | Marcin Sapa         | Allan Davis           | Błażej Janiaczyk       | Cervélo TestTeam       | Błażej Janiaczyk              |
| 3                    | Jauheni Hutarowicz   | Allan Davis            | Dominique Rollin    | Allan Davis           | Błażej Janiaczyk       | Team Milram            | Błażej Janiaczyk              |
| 4                    | Mirco Lorenzetto     | Mirco Lorenzetto       | Johnny Hoogerland   | Allan Davis           | Błażej Janiaczyk       | Lampre                 | Marek Rutkiewicz              |
| 5                    | Daniel Martin        | Daniel Martin          | Johnny Hoogerland   | Allan Davis           | Błażej Janiaczyk       | Garmin-Transitions     | Sylwester Szmyd               |
| 6                    | Bauke Mollema        | Daniel Martin          | Johnny Hoogerland   | Grega Bole            | Johnny Hoogerland      | Caisse d’Épargne       | Sylwester Szmyd               |
| 7                    | André Greipel        | Daniel Martin          | Johnny Hoogerland   | Allan Davis           | Johnny Hoogerland      | BMC Racing Team        | Sylwester Szmyd               |
| Klasyfikacja końcowa | Klasyfikacja końcowa | Daniel Martin          | Johnny Hoogerland   | Allan Davis           | Johnny Hoogerland      | Garmin-Transitions     | Sylwester Szmyd               |

## Klasyfikacje

### Klasyfikacja generalna
|    | Kolarz            | Zespół | Czas        | Punkty UCI |
| -- | ----------------- | ------ | ----------- | ---------- |
| 1  | Daniel Martin     | GRM    | 30h 38' 48" | 100+ 6     |
| 2  | Grega Bole        | LAM    | + 8"        | 80+ 10     |
| 3  | Bauke Mollema     | RAB    | + 10"       | 70+ 6      |
| 4  | Michael Albasini  | THR    | + 20"       | 60+ 4      |
| 5  | Alessandro Ballan | BMC    | + 21"       | –          |
| 6  | Sylwester Szmyd   | LIQ    | + 26"       | 40+ 2      |
| 7  | Marek Rutkiewicz  | POL    | + 30"       | –          |
| 8  | Diego Ulissi      | LAM    | + 30"       | 20 + 1     |
| 9  | Tom Danielson     | GRM    | + 33"       | 10         |
| 10 | Tiago Machado     | RSH    | + 41"       | 4 + 1      |

### Klasyfikacja najaktywniejszych
|   | Kolarz            | Kraj     | Zespół | Punkty |
| - | ----------------- | -------- | ------ | ------ |
| 1 | Johnny Hoogerland | Holandia | VAC    | 11     |
| 2 | Marcin Sapa       | Polska   | POL    | 7      |
| 3 | Błażej Janiaczyk  | Polska   | POL    | 6      |

### Klasyfikacja górska
|   | Kolarz            | Kraj     | Zespół | Punkty |
| - | ----------------- | -------- | ------ | ------ |
| 1 | Johnny Hoogerland | Holandia | VAC    | 88     |
| 2 | Borut Božič       | Słowenia | VAC    | 32     |
| 3 | Marek Rutkiewicz  | Polska   | POL    | 28     |

### Klasyfikacja punktowa
|   | Kolarz          | Kraj      | Zespół | Punkty |
| - | --------------- | --------- | ------ | ------ |
| 1 | Allan Davis     | Australia | AST    | 67     |
| 2 | Wouter Weylandt | Belgia    | QST    | 61     |
| 3 | Grega Bole      | Słowacja  | LAM    | 56     |

### Najlepsze czasy zespołu
|   | Zespół             | Czas        |
| - | ------------------ | ----------- |
| 1 | Garmin-Transitions | 91h 59' 44" |
| 2 | Caisse d’Épargne   | + 01' 02"   |
| 3 | Lampre             | + 01' 06"   |

### Najlepszy z Polaków
| Kolarz          | Zespół | Czas        |
| --------------- | ------ | ----------- |
| Sylwester Szmyd | LIQ    | 30h 39' 14" |